# 生態瞬間評估法
生態瞬間評估法（英語：Ecological Momentary Assessment，簡稱 EMA 。）又稱做生態瞬時評估法，是一種讓即時回報受試者狀態的資料收集法，多見於心理學或醫學實驗中使用。1994年由Saul Shiffman與Arthur A Stone兩位學者首次提出這種方法。受試者或觀察者通常多用筆記型電腦或是其他數位行動裝置及時的在事件發生的當下，即時填寫目前受試者狀態的問卷。
跟問卷法、日記法、或關鍵事件記錄法比較起來，生態瞬間評估法能夠有效避免回憶造成的偏差，但也有如無法確認受試者自我回報是否真實等缺點。